# Nymphorgerius mullah
Nymphorgerius mullah är en insektsart som beskrevs av Dlabola 1979. Nymphorgerius mullah ingår i släktet Nymphorgerius och familjen Dictyopharidae. Inga underarter finns listade i Catalogue of Life.